# Деон Яуберт
Деон Яуберт (англ. Deon Joubert; нар. 10 червня 1953) — колишній південноафриканський тенісист.
Найвищу одиночну позицію світового рейтингу — 56 місце досяг 31 грудня 1978 року.
Найвищим досягненням на турнірах Великого шолома було 3 коло в одиночному розряді.

## Фінали Гран-прі за кар'єру

### Одиночний розряд: 1 (0–1)
| Результат | W/L | Дата     | Турнір            | Покриття | Суперник        | Рахунок  |
| --------- | --- | -------- | ----------------- | -------- | --------------- | -------- |
| Поразка   | 0–1 | Кві 1979 | Йоганнесбург, ПАР | Тверде   | Хосе Луїс Клерк | 2–6, 1–6 |

## Титули на челленджерах

### Одиночний розряд: (2)
| Ранг | Рік  | Турнір                                 | Покриття | Суперник       | Рахунок  |
| ---- | ---- | -------------------------------------- | -------- | -------------- | -------- |
| 1.   | 1978 | Бірмінгем, Сполучені Штати Америки     | Трава    | Марсельйо Лара | 6–4, 6–2 |
| 2.   | 1978 | Вірджинія-Біч, Сполучені Штати Америки | Тверде   | Майк Кейгілл   | 7–5, 6–1 |